# Séries éliminatoires de la Coupe Stanley 1998
Année précédente Année suivante
Les séries éliminatoires de la Coupe Stanley 1998 font suite à la saison 1997-1998 de la Ligue nationale de hockey.

## Tableau récapitulatif
|  | Quarts de finale d'association | Quarts de finale d'association | Quarts de finale d'association |   |              | Demi-finales d'association | Demi-finales d'association | Demi-finales d'association |  |   | Finales d'association | Finales d'association | Finales d'association |  |    | Finale de la Coupe Stanley | Finale de la Coupe Stanley | Finale de la Coupe Stanley |
|  |                                |                                |                                |   |              |                            |                            |                            |  |   |                       |                       |                       |  |    |                            |                            |                            |
|  | 1                              | New Jersey                     | 2                              |   |              |                            |                            |                            |  |   |                       |                       |                       |  |    |                            |                            |                            |
|  | 8                              | Ottawa                         | 4                              |   |              |                            |                            |                            |  |   |                       |                       |                       |  |    |                            |                            |                            |
|  | 8                              | Ottawa                         | 4                              |   | 4            | Washington                 | 4                          |                            |  |   |                       |                       |                       |  |    |                            |                            |                            |
|  |                                |                                |                                |   | 4            | Washington                 | 4                          |                            |  |   |                       |                       |                       |  |    |                            |                            |                            |
|  |                                | 8                              | Ottawa                         | 1 |              |                            |                            |                            |  |   |                       |                       |                       |  |    |                            |                            |                            |
|  | 2                              | 8                              | Ottawa                         | 1 | Pittsburgh   | 2                          |                            |                            |  |   |                       |                       |                       |  |    |                            |                            |                            |
|  | 2                              |                                |                                |   | Pittsburgh   | 2                          |                            |                            |  |   |                       |                       |                       |  |    |                            |                            |                            |
|  | 7                              | Montréal                       | 4                              |   |              |                            |                            |                            |  |   |                       |                       |                       |  |    |                            |                            |                            |
|  | 7                              | Montréal                       | 4                              |   |              |                            |                            |                            |  | 4 | Washington            | 4                     |                       |  |    |                            |                            |                            |
|  | Association de l'Est           |                                |                                |   |              |                            |                            |                            |  | 4 | Washington            | 4                     |                       |  |    |                            |                            |                            |
|  |                                | 6                              | Buffalo                        | 2 |              |                            |                            |                            |  |   |                       |                       |                       |  |    |                            |                            |                            |
|  | 3                              | 6                              | Buffalo                        | 2 | Philadelphie | 1                          |                            |                            |  |   |                       |                       |                       |  |    |                            |                            |                            |
|  | 3                              |                                |                                |   | Philadelphie | 1                          |                            |                            |  |   |                       |                       |                       |  |    |                            |                            |                            |
|  | 6                              | Buffalo                        | 4                              |   |              |                            |                            |                            |  |   |                       |                       |                       |  |    |                            |                            |                            |
|  | 6                              | Buffalo                        | 4                              |   | 6            | Buffalo                    | 4                          |                            |  |   |                       |                       |                       |  |    |                            |                            |                            |
|  |                                |                                |                                |   | 6            | Buffalo                    | 4                          |                            |  |   |                       |                       |                       |  |    |                            |                            |                            |
|  |                                | 7                              | Montréal                       | 0 |              |                            |                            |                            |  |   |                       |                       |                       |  |    |                            |                            |                            |
|  | 4                              | 7                              | Montréal                       | 0 | Washington   | 4                          |                            |                            |  |   |                       |                       |                       |  |    |                            |                            |                            |
|  | 4                              |                                |                                |   | Washington   | 4                          |                            |                            |  |   |                       |                       |                       |  |    |                            |                            |                            |
|  | 5                              | Boston                         | 2                              |   |              |                            |                            |                            |  |   |                       |                       |                       |  |    |                            |                            |                            |
|  | 5                              | Boston                         | 2                              |   |              |                            |                            |                            |  |   |                       |                       |                       |  | E4 | Washington                 | 0                          |                            |
|  |                                |                                |                                |   |              |                            |                            |                            |  |   |                       |                       |                       |  | E4 | Washington                 | 0                          |                            |
|  |                                | O3                             | Détroit                        | 4 |              |                            |                            |                            |  |   |                       |                       |                       |  |    |                            |                            |                            |
|  | 1                              | O3                             | Détroit                        | 4 | Dallas       | 4                          |                            |                            |  |   |                       |                       |                       |  |    |                            |                            |                            |
|  | 1                              |                                |                                |   | Dallas       | 4                          |                            |                            |  |   |                       |                       |                       |  |    |                            |                            |                            |
|  | 8                              | San José                       | 2                              |   |              |                            |                            |                            |  |   |                       |                       |                       |  |    |                            |                            |                            |
|  | 8                              | San José                       | 2                              |   | 1            | Dallas                     | 4                          |                            |  |   |                       |                       |                       |  |    |                            |                            |                            |
|  |                                |                                |                                |   | 1            | Dallas                     | 4                          |                            |  |   |                       |                       |                       |  |    |                            |                            |                            |
|  |                                | 7                              | Edmonton                       | 1 |              |                            |                            |                            |  |   |                       |                       |                       |  |    |                            |                            |                            |
|  | 2                              | 7                              | Edmonton                       | 1 | Colorado     | 3                          |                            |                            |  |   |                       |                       |                       |  |    |                            |                            |                            |
|  | 2                              |                                |                                |   | Colorado     | 3                          |                            |                            |  |   |                       |                       |                       |  |    |                            |                            |                            |
|  | 7                              | Edmonton                       | 4                              |   |              |                            |                            |                            |  |   |                       |                       |                       |  |    |                            |                            |                            |
|  | 7                              | Edmonton                       | 4                              |   |              |                            |                            |                            |  | 1 | Dallas                | 2                     |                       |  |    |                            |                            |                            |
|  | Association de l'Ouest         |                                |                                |   |              |                            |                            |                            |  | 1 | Dallas                | 2                     |                       |  |    |                            |                            |                            |
|  |                                | 3                              | Détroit                        | 4 |              |                            |                            |                            |  |   |                       |                       |                       |  |    |                            |                            |                            |
|  | 3                              | 3                              | Détroit                        | 4 | Détroit      | 4                          |                            |                            |  |   |                       |                       |                       |  |    |                            |                            |                            |
|  | 3                              |                                |                                |   | Détroit      | 4                          |                            |                            |  |   |                       |                       |                       |  |    |                            |                            |                            |
|  | 6                              | Phoenix                        | 2                              |   |              |                            |                            |                            |  |   |                       |                       |                       |  |    |                            |                            |                            |
|  | 6                              | Phoenix                        | 2                              |   | 3            | Détroit                    | 4                          |                            |  |   |                       |                       |                       |  |    |                            |                            |                            |
|  |                                |                                |                                |   | 3            | Détroit                    | 4                          |                            |  |   |                       |                       |                       |  |    |                            |                            |                            |
|  |                                | 4                              | Saint-Louis                    | 2 |              |                            |                            |                            |  |   |                       |                       |                       |  |    |                            |                            |                            |
|  | 4                              | 4                              | Saint-Louis                    | 2 | Saint-Louis  | 4                          |                            |                            |  |   |                       |                       |                       |  |    |                            |                            |                            |
|  | 4                              |                                |                                |   | Saint-Louis  | 4                          |                            |                            |  |   |                       |                       |                       |  |    |                            |                            |                            |
|  | 5                              | Los Angeles                    | 0                              |   |              |                            |                            |                            |  |   |                       |                       |                       |  |    |                            |                            |                            |

## Résultats détaillés

### Quarts de finale d'association

#### New Jersey contre Ottawa
Les Sénateurs d'Ottawa gagnent la série quatre rencontres à deux contre les Devils du New Jersey.
| 22 avril | New Jersey | 1-2 (pr) (0-0, 0-1, 1-0, 0-1) | Ottawa | Continental Airlines Arena 18 457 spectateurs |

| Feuille de match | Feuille de match                         | Feuille de match | Feuille de match                                                               | Feuille de match                                      |
| ---------------- | ---------------------------------------- | ---------------- | ------------------------------------------------------------------------------ | ----------------------------------------------------- |
|                  | Gilmour (Thomas, Pederson) — 56 min 36 s | 0-1 1-1 1-2      | Iachine (Phillips, McEachern) — 38 min 48 s Gardiner (Laukkanen) — 65 min 58 s | Arbitrage : Paul Devorski Dan Schachte Scott Driscoll |
| Martin Brodeur   | Gardiens                                 | Damian Rhodes    |                                                                                | Arbitrage : Paul Devorski Dan Schachte Scott Driscoll |
| 14 min           | Pénalités                                | 10 min           |                                                                                | Arbitrage : Paul Devorski Dan Schachte Scott Driscoll |
| 29               | Tirs                                     | 32               |                                                                                | Arbitrage : Paul Devorski Dan Schachte Scott Driscoll |

| 24 avril | New Jersey | 3-1 (1-1, 1-0, 1-0) | Ottawa | Continental Airlines Arena 19 040 spectateurs |

| Feuille de match | Feuille de match | Feuille de match | Feuille de match                       | Feuille de match                                     |
| ---------------- | --- | ---------------- | -------------------------------------- | ---------------------------------------------------- |
|                  | Andreychuk (Gilmour, Morrison) — 9 min 19 s (SN) Gilmour (Niedermayer, Pandolfo) — 38 min 58 s Gilmour (Arnott) — 59 min 19 s (CV) | 0-1 1-1 2-1 3-1  | Murray (Iachine, Pitlick) — 3 min 38 s | Arbitrage : Paul Stewart Dan Schachte Scott Driscoll |
| Martin Brodeur   | Gardiens | Damian Rhodes    |                                        | Arbitrage : Paul Stewart Dan Schachte Scott Driscoll |
| 42 min           | Pénalités | 20 min           |                                        | Arbitrage : Paul Stewart Dan Schachte Scott Driscoll |
| 32               | Tirs | 28               |                                        | Arbitrage : Paul Stewart Dan Schachte Scott Driscoll |

| 26 avril | Ottawa | 2-1 (pr) (0-0, 1-1, 0-0, 1-0) | New Jersey | Corel Centre 18 500 spectateurs |

| Feuille de match | Feuille de match                                                                                      | Feuille de match | Feuille de match                           | Feuille de match                                       |
| ---------------- | --- | ---------------- | ------------------------------------------ | ------------------------------------------------------ |
|                  | Laukkanen (Kravtchouk, Žoltoks) — 24 min 56 s (SN) Iachine (Laukkanen, Kravtchouk) — 62 min 47 s (SN) | 0-1 1-1 2-1      | Carpenter (Thomas, Pandolfo) — 20 min 36 s | Arbitrage : Dan Marouelli Randy Mitton Brad Lazarowich |
| Damian Rhodes    | Gardiens                                                                                              | Martin Brodeur   |                                            | Arbitrage : Dan Marouelli Randy Mitton Brad Lazarowich |
| 8 min            | Pénalités                                                                                             | 10 min           |                                            | Arbitrage : Dan Marouelli Randy Mitton Brad Lazarowich |
| 23               | Tirs                                                                                                  | 31               |                                            | Arbitrage : Dan Marouelli Randy Mitton Brad Lazarowich |

| 28 avril | Ottawa | 4-3 (1-1, 2-0, 1-2) | New Jersey | Corel Centre 18 500 spectateurs |

| Feuille de match | Feuille de match                                                                                                | Feuille de match            | Feuille de match | Feuille de match                                          |
| ---------------- | --- | --------------------------- | --- | --------------------------------------------------------- |
|                  | Alfredsson — 16 min 20 s Alfredsson (McEachern, York) — 26 min 50 s York — 36 min 24 s (SN) Alfredsson — 45 min | 0-1 1-1 2-1 3-1 4-1 4-2 4-3 | Pederson (Niedermayer, Gilmour) — 6 min 33 s (IN) Stevens (Thomas, Odelein) — 54 min 4 s Gilmour (Arnott) — 58 min 41 s (SN) | Arbitrage : Michael McGeough Randy Mitton Brad Lazarowich |
| Damian Rhodes    | Gardiens | Martin Brodeur              | | Arbitrage : Michael McGeough Randy Mitton Brad Lazarowich |
| 23 min           | Pénalités | 12 min                      | | Arbitrage : Michael McGeough Randy Mitton Brad Lazarowich |
| 28               | Tirs | 34                          | | Arbitrage : Michael McGeough Randy Mitton Brad Lazarowich |

| 30 avril | New Jersey | 3-1 (1-0, 1-0, 1-1) | Ottawa | Continental Airlines Arena 19 040 spectateurs |

| Feuille de match | Feuille de match | Feuille de match | Feuille de match                             | Feuille de match                                   |
| ---------------- | --- | ---------------- | -------------------------------------------- | -------------------------------------------------- |
|                  | Rolston (Brodeur) — 11 min 4 s (IN) Odelein (Souray, McKay) — 28 min 33 s (SN) Gilmour (Daneyko, Eliáš) — 51 min 52 s | 1-0 2-0 2-1 3-1  | Kravtchouk (Iachine, Gardiner) — 50 min 38 s | Arbitrage : Mark Faucette Shane Heyer Jay Sharrers |
| Martin Brodeur   | Gardiens | Damien Rhodes    |                                              | Arbitrage : Mark Faucette Shane Heyer Jay Sharrers |
| 8 min            | Pénalités | 10 min           |                                              | Arbitrage : Mark Faucette Shane Heyer Jay Sharrers |
| 26               | Tirs | 23               |                                              | Arbitrage : Mark Faucette Shane Heyer Jay Sharrers |

| 2 mai | Ottawa | 3-1 (1-0, 1-1, 1-0) | New Jersey | Corel Centre 18 500 spectateurs |

| Feuille de match | Feuille de match | Feuille de match | Feuille de match   | Feuille de match                                  |
| ---------------- | --- | ---------------- | ------------------ | ------------------------------------------------- |
|                  | Iachine (Alfredsson) — 8 min 28 s (SN) Laukkanen (Gardiner, McEachern) — 30 min 30 s Kravtchouk (Van Allen, Arvedson) — 59 min 10 s (CV) | 1-0 1-1 2-1 3-1  | Dean — 25 min 24 s | Arbitrage : Kerry Fraser Shane Heyer Jay Sharrers |
| Damian Rhodes    | Gardiens | Martin Brodeur   |                    | Arbitrage : Kerry Fraser Shane Heyer Jay Sharrers |
| 4 min            | Pénalités | 6 min            |                    | Arbitrage : Kerry Fraser Shane Heyer Jay Sharrers |
| 31               | Tirs | 22               |                    | Arbitrage : Kerry Fraser Shane Heyer Jay Sharrers |

#### Pittsburgh contre Montréal
Les Canadiens de Montréal gagnent la série quatre rencontres à deux face aux Penguins de Pittsburgh.
| 23 avril | Pittsburgh | 2-3 (pr) (0-1, 1-1, 1-0, 0-1) | Montréal | Civic Arena 14 692 spectateurs |

| Feuille de match | Feuille de match                                                      | Feuille de match    | Feuille de match | Feuille de match                                 |
| ---------------- | --------------------------------------------------------------------- | ------------------- | --- | ------------------------------------------------ |
|                  | Werenka (Šlégr) — 27 min 21 s (IN) Barnes (Šlégr, Jágr) — 58 min 22 s | 0-1 1-1 1-2 2-2 2-3 | Ručínský (Damphousse, Oulanov) — 12 min 15 s (SN) Popovic (Savage, Damphousse) — 36 min 44 s Brunet (Malakhov) — 78 min 43 s | Arbitrage : Rob Shick Danny McCourt Wayne Bonney |
| Thomas Barrasso  | Gardiens                                                              | Andy Moog           | | Arbitrage : Rob Shick Danny McCourt Wayne Bonney |
| 18 min           | Pénalités                                                             | 16 min              | | Arbitrage : Rob Shick Danny McCourt Wayne Bonney |
| 36               | Tirs                                                                  | 40                  | | Arbitrage : Rob Shick Danny McCourt Wayne Bonney |

| 25 avril | Pittsburgh | 4-1 (1-1, 1-0, 2-0) | Montréal | Civic Arena 16 601 spectateurs |

| Feuille de match | Feuille de match | Feuille de match    | Feuille de match                                 | Feuille de match                                    |
| ---------------- | --- | ------------------- | ------------------------------------------------ | --------------------------------------------------- |
|                  | Olczyk (Barnes, Francis) — 11 min 13 s (SN) Barnes (Jágr, Olausson) — 30 min 42 s Barnes (Lang, Jágr) — 41 min 12 s Francis (Jágr, Olausson) — 59 min 3 s (CV) | 1-0 1-1 2-1 3-1 4-1 | Damphousse (Malakhov, Corson) — 18 min 29 s (SN) | Arbitrage : Kerry Fraser Danny McCourt Wayne Bonney |
| Thomas Barrasso  | Gardiens | Andy Moog           |                                                  | Arbitrage : Kerry Fraser Danny McCourt Wayne Bonney |
| 10 min           | Pénalités | 8 min               |                                                  | Arbitrage : Kerry Fraser Danny McCourt Wayne Bonney |
| 28               | Tirs | 28                  |                                                  | Arbitrage : Kerry Fraser Danny McCourt Wayne Bonney |

| 27 avril | Montréal | 3-1 (1-1, 1-0, 1-0) | Pittsburgh | Centre Molson 20 520 spectateurs |

| Feuille de match | Feuille de match | Feuille de match | Feuille de match                    | Feuille de match                                       |
| ---------------- | --- | ---------------- | ----------------------------------- | ------------------------------------------------------ |
|                  | Ručínský (Savage, Damphousse) — 17 min 10 s Corson (Damphousse, Recchi) — 24 min 47 s (SN) Corson (Recchi, Quintal) — 49 min 56 s | 0-1 1-1 2-1 3-1  | Jágr (Šlégr, Olausson) — 5 min 33 s | Arbitrage : Terry Gregson Ray Scapinello Greg Devorski |
| Andy Moog        | Gardiens | Thomas Barrasso  |                                     | Arbitrage : Terry Gregson Ray Scapinello Greg Devorski |
| 16 min           | Pénalités | 12 min           |                                     | Arbitrage : Terry Gregson Ray Scapinello Greg Devorski |
| 22               | Tirs | 20               |                                     | Arbitrage : Terry Gregson Ray Scapinello Greg Devorski |

| 29 avril | Montréal | 3-6 (1-4, 0-1, 2-1) | Pittsburgh | Centre Molson 21 273 spectateurs |

| Feuille de match                        | Feuille de match | Feuille de match                    | Feuille de match | Feuille de match                                       |
| --------------------------------------- | --- | ----------------------------------- | --- | ------------------------------------------------------ |
|                                         | Malakhov (Recchi, Damphousse) — 6 min 25 s (SN) Bureau (Stevenson, Zalapski) — 41 min 48 s Höglund (Thornton, Manson) — 57 min 30 s | 0-1 0-2 1-2 1-3 1-4 1-5 2-5 3-5 3-6 | Brown (Šlégr, Lang) — 3 min 19 s (SN) Hatcher (Jágr, Francis) — 4 min 43 s (SN) Jágr (Francis, Barnes) — 16 min 53 s (SN) Olczyk (Wright, Tamer) — 19 min 25 s (IN) Straka — 22 min 59 s (IN) Jágr (Francis, Barnes) — 59 min 48 s (CV) | Arbitrage : Paul Devorski Ray Scapinello Greg Devorski |
| Andy Moog José Théodore (à 22 min 59 s) | Gardiens | Thomas Barrasso                     | | Arbitrage : Paul Devorski Ray Scapinello Greg Devorski |
| 32 min                                  | Pénalités | 18 min                              | | Arbitrage : Paul Devorski Ray Scapinello Greg Devorski |
| 30                                      | Tirs | 20                                  | | Arbitrage : Paul Devorski Ray Scapinello Greg Devorski |

| 1er mai | Pittsburgh | 2-5 (0-0, 0-2, 2-3) | Montréal | Civic Arena 17 144 spectateurs |

| Feuille de match | Feuille de match                                                  | Feuille de match            | Feuille de match | Feuille de match                                          |
| ---------------- | ----------------------------------------------------------------- | --------------------------- | --- | --------------------------------------------------------- |
|                  | Straka (Lang, Morozov) — 45 min 45 s Jágr (Francis) — 53 min 30 s | 0-1 0-2 0-3 1-3 2-3 2-4 2-5 | Brisebois (Damphousse, Stevenson) — 30 min 33 s Corson (Recchi) — 32 min 2 s Recchi (Koivu, Malakhov) — 41 min 1 s Damphousse (Oulanov) — 58 min 53 s Recchi (Corson) — 59 min 19 s (CV) | Arbitrage : Michael McGeough Randy Mitton Brad Lazarowich |
| Thomas Barrasso  | Gardiens                                                          | Andy Moog                   | | Arbitrage : Michael McGeough Randy Mitton Brad Lazarowich |
| 6 min            | Pénalités                                                         | 6 min                       | | Arbitrage : Michael McGeough Randy Mitton Brad Lazarowich |
| 34               | Tirs                                                              | 29                          | | Arbitrage : Michael McGeough Randy Mitton Brad Lazarowich |

| 3 mai | Montréal | 3-0 (0-0, 2-0, 1-0) | Pittsburgh | Centre Molson 21 273 spectateurs |

| Feuille de match | Feuille de match                                                                                                  | Feuille de match | Feuille de match | Feuille de match                                       |
| ---------------- | --- | ---------------- | ---------------- | ------------------------------------------------------ |
|                  | Recchi (Koivu, Corson) — 292 min 27 s Höglund (Stevenson) — 34 min 36 s Koivu (Recchi, Corson) — 46 min 52 s (SN) | 1-0 2-0 3-0      |                  | Arbitrage : Bill McCreary Randy Mitton Brad Lazarowich |
| Andy Moog        | Gardiens | Thomas Barrasso  |                  | Arbitrage : Bill McCreary Randy Mitton Brad Lazarowich |
| 12 min           | Pénalités | 6 min            |                  | Arbitrage : Bill McCreary Randy Mitton Brad Lazarowich |
| 23               | Tirs | 21               |                  | Arbitrage : Bill McCreary Randy Mitton Brad Lazarowich |

#### Philadelphie contre Buffalo
Les Sabres de Buffalo gagnent la série quatre rencontres à une contre les Flyers de Philadelphie.
| 22 avril | Philadelphie | 2-3 (0-1, 0-1, 2-1) | Buffalo | CoreStates Center 19 610 spectateurs |

| Feuille de match | Feuille de match                                                                      | Feuille de match    | Feuille de match | Feuille de match                                   |
| ---------------- | ------------------------------------------------------------------------------------- | ------------------- | --- | -------------------------------------------------- |
|                  | Brind'Amour (LeClair, Therien) — 48 min 29 s Gratton (Daigle, McGillis) — 48 min 48 s | 0-1 0-2 1-2 2-2 2-3 | Grošek (Barnaby, Jitnik) — 16 min 50 s Primeau (Plante, Shannon) — 38 min 18 s Audette (Boughner, Ward) — 51 min 43 s | Arbitrage : Bill McCreary Jay Sharrers Shane Heyer |
| Sean Burke       | Gardiens                                                                              | Dominik Hašek       | | Arbitrage : Bill McCreary Jay Sharrers Shane Heyer |
| 8 min            | Pénalités                                                                             | 14 min              | | Arbitrage : Bill McCreary Jay Sharrers Shane Heyer |
| 24               | Tirs                                                                                  | 25                  | | Arbitrage : Bill McCreary Jay Sharrers Shane Heyer |

| 24 avril | Philadelphie | 3-2 (1-0, 1-0, 1-2) | Buffalo | CoreStates Center 19 734 spectateurs |

| Feuille de match | Feuille de match                                                                                                   | Feuille de match    | Feuille de match                                               | Feuille de match                                    |
| ---------------- | --- | ------------------- | -------------------------------------------------------------- | --------------------------------------------------- |
|                  | Lindros (McGillis, Brind'Amour) — 5 min 24 s Gratton — 24 min 7 s LeClair (Lindros, Desjardins) — 56 min 28 s (SN) | 1-0 2-0 2-1 2-2 3-2 | Grošek (Barnaby, Plante) — 42 min 33 s (SN) Ward — 49 min 22 s | Arbitrage : Stephen Walkom Jay Sharrers Shane Heyer |
| Sean Burke       | Gardiens | Dominik Hašek       |                                                                | Arbitrage : Stephen Walkom Jay Sharrers Shane Heyer |
| 14 min           | Pénalités | 54 min              |                                                                | Arbitrage : Stephen Walkom Jay Sharrers Shane Heyer |
| 38               | Tirs | 27                  |                                                                | Arbitrage : Stephen Walkom Jay Sharrers Shane Heyer |

| 27 avril | Buffalo | 6-1 (1-0, 4-0, 1-1) | Philadelphie | Marine Midland Arena 18 595 spectateurs |

| Feuille de match | Feuille de match | Feuille de match                         | Feuille de match                      | Feuille de match                                 |
| ---------------- | --- | ---------------------------------------- | ------------------------------------- | ------------------------------------------------ |
|                  | Šatan (Holzinger, Audette) — 2 min 20 s (SN) Grošek (Barnaby, Woolley) — 29 min 37 s Šatan (Jitnik, Woolley) — 31 min 29 s (SN) Shannon (Primeau) — 34 min 20 s (IN) Holzinger (Ward) — 35 min 5 s (IN) Varaďa (Ward) — 59 min 23 s | 1-0 2-0 3-0 4-0 5-0 5-1 6-1              | McGillis (Svoboda) — 53 min 51 s (SN) | Arbitrage : Rob Shick Danny McCourt Wayne Bonney |
| Dominik Hašek    | Gardiens | Sean Burke Ronald Hextall (à 40 min 0 s) |                                       | Arbitrage : Rob Shick Danny McCourt Wayne Bonney |
| 16 min           | Pénalités | 18 min                                   |                                       | Arbitrage : Rob Shick Danny McCourt Wayne Bonney |
| 28               | Tirs | 32                                       |                                       | Arbitrage : Rob Shick Danny McCourt Wayne Bonney |

| 29 avril | Buffalo | 4-1 (2-0, 2-0, 0-1) | Philadelphie | Marine Midland Arena 18 595 spectateurs |

| Feuille de match | Feuille de match | Feuille de match    | Feuille de match                            | Feuille de match                                     |
| ---------------- | --- | ------------------- | ------------------------------------------- | ---------------------------------------------------- |
|                  | Ward (Peca, Varaďa) — 17 min 37 s Šatan (Holzinger, Shannon) — 19 min 5 s (SN) Barnaby (Audette, Shannon) — 21 min 38 s (SN) Holzinger (Woolley, Šatan) — 25 min 16 s (SN) | 1-0 2-0 3-0 4-0 4-1 | Brind'Amour (Lindros, Zubrus) — 52 min 37 s | Arbitrage : Terry Gregson Danny McCourt Wayne Bonney |
| Dominik Hašek    | Gardiens | Sean Burke          |                                             | Arbitrage : Terry Gregson Danny McCourt Wayne Bonney |
| 28 min           | Pénalités | 26 min              |                                             | Arbitrage : Terry Gregson Danny McCourt Wayne Bonney |
| 20               | Tirs | 45                  |                                             | Arbitrage : Terry Gregson Danny McCourt Wayne Bonney |

| 1er mai | Philadelphie | 2-3 (pr) (0-1, 1-0, 1-1, 0-1) | Buffalo | CoreStates Center 19 798 spectateurs |

| Feuille de match | Feuille de match                                                        | Feuille de match    | Feuille de match | Feuille de match                                   |
| ---------------- | ----------------------------------------------------------------------- | ------------------- | --- | -------------------------------------------------- |
|                  | Sillinger (Daigle) — 21 min 49 s Babych (Brind'Amour) — 53 min 8 s (SN) | 0-1 1-1 1-2 2-2 2-3 | Woolley (Barnaby, Holzinger) — 2 min 29 s (SN) Audette (Peca) — 48 min 26 s (SN) Grošek (Šmehlík, Šatan) — 65 min 40 s (SN) | Arbitrage : Paul Devorski Kevin Collins Jean Morin |
| Sean Burke       | Gardiens                                                                | Dominik Hašek       | | Arbitrage : Paul Devorski Kevin Collins Jean Morin |
| 24 min           | Pénalités                                                               | 22 min              | | Arbitrage : Paul Devorski Kevin Collins Jean Morin |
| 37               | Tirs                                                                    | 29                  | | Arbitrage : Paul Devorski Kevin Collins Jean Morin |

#### Washington contre Boston
Les Capitals de Washington remportent la série face aux Bruins de Boston par la marque de quatre parties à deux.
| 22 avril | Washington | 3-1 (1-0, 1-1, 1-0) | Boston | MCI Center 15 117 spectateurs |

| Feuille de match | Feuille de match                                                                                             | Feuille de match | Feuille de match                                  | Feuille de match                                      |
| ---------------- | --- | ---------------- | ------------------------------------------------- | ----------------------------------------------------- |
|                  | Bellows (Bondra) — 16 min 40 s Gontchar (Pivoňka, Krygier) — 22 min 49 s Tikkanen (Oates) — 59 min 38 s (CV) | 1-0 2-0 2-1 3-1  | Khristitch (Allison, Samsonov) — 26 min 53 s (SN) | Arbitrage : Kerry Fraser Randy Mitton Brad Lazarowich |
| Olaf Kölzig      | Gardiens | Byron Dafoe      |                                                   | Arbitrage : Kerry Fraser Randy Mitton Brad Lazarowich |
| 8 min            | Pénalités | 4 min            |                                                   | Arbitrage : Kerry Fraser Randy Mitton Brad Lazarowich |
| 28               | Tirs | 28               |                                                   | Arbitrage : Kerry Fraser Randy Mitton Brad Lazarowich |

| 24 avril | Washington | 3-4 (2 pr) (1-0, 1-0, 1-3, 0-0, 0-1) | Boston | MCI Center 19 740 spectateurs |

| Feuille de match | Feuille de match                                                                                     | Feuille de match            | Feuille de match | Feuille de match                                          |
| ---------------- | --- | --------------------------- | --- | --------------------------------------------------------- |
|                  | Tikkanen (Johansson, Oates) — 4 min 45 s (SN) Johansson (Oates) — 23 min 24 s Gontchar — 59 min 23 s | 1-0 2-0 2-1 2-2 2-3 3-3 3-4 | Allison (Samsonov) — 40 min 54 s Axelsson (Bourque, Carter) — 46 min 10 s Van Impe (Allison, Bourque) — 57 min 3 s (SN) Van Impe (Allison, Khristitch) — 80 min 54 s | Arbitrage : Michael McGeough Randy Mitton Brad Lazarowich |
| Olaf Kölzig      | Gardiens                                                                                             | Byron Daloe                 | | Arbitrage : Michael McGeough Randy Mitton Brad Lazarowich |
| 25 min           | Pénalités                                                                                            | 15 min                      | | Arbitrage : Michael McGeough Randy Mitton Brad Lazarowich |
| 28               | Tirs                                                                                                 | 40                          | | Arbitrage : Michael McGeough Randy Mitton Brad Lazarowich |

| 26 avril | Boston | 2-3 (2 pr) (0-1, 1-1, 1-0, 0-0, 0-1) | Washington | FleetCenter 15 520 spectateurs |

| Feuille de match | Feuille de match                                                                             | Feuille de match    | Feuille de match | Feuille de match                                   |
| ---------------- | -------------------------------------------------------------------------------------------- | ------------------- | --- | -------------------------------------------------- |
|                  | McLaren (Samsonov, Sullivan) — 39 min (SN) Khristitch (Bourque, Samsonov) — 50 min 59 s (SN) | 0-1 0-2 1-2 2-2 2-3 | Gontchar (Juneau, Nikolichine) — 18 min 30 s (SN) Gontchar (Krygier, Hunter) — 34 min 15 s Juneau (Oates, Bellows) — 86 min 31 s | Arbitrage : Paul Devorski Shane Heyer Jay Sharrers |
| Byron Dafoe      | Gardiens                                                                                     | Olaf Kölzig         | | Arbitrage : Paul Devorski Shane Heyer Jay Sharrers |
| 21 min           | Pénalités                                                                                    | 31 min              | | Arbitrage : Paul Devorski Shane Heyer Jay Sharrers |
| 54               | Tirs                                                                                         | 27                  | | Arbitrage : Paul Devorski Shane Heyer Jay Sharrers |

| 28 avril | Boston | 0-3 (0-1, 0-1, 0-1) | Washington | FleetCenter 17 131 spectateurs |

| Feuille de match | Feuille de match | Feuille de match | Feuille de match                                                                              | Feuille de match                                   |
| ---------------- | ---------------- | ---------------- | --------------------------------------------------------------------------------------------- | -------------------------------------------------- |
|                  |                  | 0-1 0-2 0-3      | Oates (Juneau) — 16 min 10 s Oates (Johansson, Housley) — 22 min 42 s (SN) Klee — 49 min 14 s | Arbitrage : Dan Marouelli Shane Heyer Jay Sharrers |
| Byron Dafoe      | Gardiens         | Olaf Kölzig      |                                                                                               | Arbitrage : Dan Marouelli Shane Heyer Jay Sharrers |
| 6 min            | Pénalités        | 14 min           |                                                                                               | Arbitrage : Dan Marouelli Shane Heyer Jay Sharrers |
| 38               | Tirs             | 18               |                                                                                               | Arbitrage : Dan Marouelli Shane Heyer Jay Sharrers |

| 1er mai | Washington | 0-4 (0-0, 0-3, 0-1) | Boston | MCI Center 19 740 spectateurs |

| Feuille de match | Feuille de match | Feuille de match | Feuille de match | Feuille de match                                 |
| ---------------- | ---------------- | ---------------- | --- | ------------------------------------------------ |
|                  |                  | 0-1 0-2 0-3 0-4  | Samsonov (Allison, Khristitch) — 22 min 20 s Allison (Samsonov, Bourque) — 28 min 54 s (SN) DiMaio — 38 min Bourque (Van Impe, Allison) — 55 min 10 s (SN) | Arbitrage : Rob Shick Danny McCourt Wayne Bonney |
| Olaf Kölzig      | Gardiens         | Byron Dafoe      | | Arbitrage : Rob Shick Danny McCourt Wayne Bonney |
| 20 min           | Pénalités        | 18 min           | | Arbitrage : Rob Shick Danny McCourt Wayne Bonney |
| 26               | Tirs             | 30               | | Arbitrage : Rob Shick Danny McCourt Wayne Bonney |

| 3 mai | Boston | 2-3 (pr) (0-1, 1-1, 1-0, 0-1) | Washington | FleetCenter 15 163 spectateurs |

| Feuille de match | Feuille de match                                               | Feuille de match    | Feuille de match | Feuille de match                                    |
| ---------------- | -------------------------------------------------------------- | ------------------- | --- | --------------------------------------------------- |
|                  | Samsonov (Allison) — 25 min 26 s Carter (Ellett) — 49 min 13 s | 0-1 1-1 2-1 2-2 2-3 | Zedník (Nikolichine, Gontchar) — 6 min 54 s Oates (Eagles, Pivoňka) — 26 min 4 s Bellows (Juneau, Reekie) — 75 min 24 s | Arbitrage : Don Koharski Danny McCourt Wayne Bonney |
| Byron Dafoe      | Gardiens                                                       | Olaf Kölzig         | | Arbitrage : Don Koharski Danny McCourt Wayne Bonney |
| 11 min           | Pénalités                                                      | 17 min              | | Arbitrage : Don Koharski Danny McCourt Wayne Bonney |
| 49               | Tirs                                                           | 33                  | | Arbitrage : Don Koharski Danny McCourt Wayne Bonney |

#### Dallas contre San José
Les Stars de Dallas gagnent la série quatre parties à deux face aux Sharks de San José.
| 23 avril | Dallas | 4-1 (2-1, 1-0, 1-0) | San José | Reunion Arena 16 928 spectateurs |

| Feuille de match | Feuille de match | Feuille de match    | Feuille de match                          | Feuille de match                                        |
| ---------------- | --- | ------------------- | ----------------------------------------- | ------------------------------------------------------- |
|                  | Nieuwendyk (Sydor, Zoubov) — 2 min 22 s Lind (Modano, Chambers) — 2 min 59 s Hatcher (Modano, Lehtinen) — 23 min 30 s (SN) Modano (Lind, Lehtinen) — 59 min 58 s (CV) | 1-0 2-0 2-1 3-1 4-1 | Nolan (Houlder, Ricci) — 12 min 40 s (SN) | Arbitrage : Stephen Walkom Brian Murphy Gérard Gauthier |
| Edward Belfour   | Gardiens | Michael Vernon      |                                           | Arbitrage : Stephen Walkom Brian Murphy Gérard Gauthier |
| 18 min           | Pénalités | 22 min              |                                           | Arbitrage : Stephen Walkom Brian Murphy Gérard Gauthier |
| 31               | Tirs | 22                  |                                           | Arbitrage : Stephen Walkom Brian Murphy Gérard Gauthier |

| 24 avril | Dallas | 5-2 (2-0, 2-0, 1-2) | San José | Reunion Arena 16 928 spectateurs |

| Feuille de match | Feuille de match | Feuille de match                           | Feuille de match                                                      | Feuille de match                                |
| ---------------- | --- | ------------------------------------------ | --------------------------------------------------------------------- | ----------------------------------------------- |
|                  | Lehtinen (Hatcher, Zoubov) — 1 min 25 s (SN) Hatcher (Matvichuk, Hogue) — 19 min 31 s Verbeek (Hogue, Reid) — 36 min 29 s (SN) Hogue (Chambers, Zoubov) — 38 min 26 s (SN) Verbeek (Reid) — 57 min 5 s (SN) | 1-0 2-0 3-0 4-0 4-1 5-1 5-2                | Houlder (Friesen) — 47 min 46 s Craven (Nicholls, Nolan) — 59 min 2 s | Arbitrage : Don Koharski Brian Murphy Tim Nowak |
| Edward Belfour   | Gardiens | Michael Vernon Kelly Hrudey (à 40 min 0 s) |                                                                       | Arbitrage : Don Koharski Brian Murphy Tim Nowak |
| 32 min           | Pénalités | 72 min                                     |                                                                       | Arbitrage : Don Koharski Brian Murphy Tim Nowak |
| 20               | Tirs | 20                                         |                                                                       | Arbitrage : Don Koharski Brian Murphy Tim Nowak |

| 26 avril | San José | 4-1 (0-1, 2-0, 2-0) | Dallas | San Jose Arena 17 483 spectateurs |

| Feuille de match | Feuille de match | Feuille de match                                  | Feuille de match                         | Feuille de match                              |
| ---------------- | --- | ------------------------------------------------- | ---------------------------------------- | --------------------------------------------- |
|                  | MacLean (Murphy, Ricci) — 25 min 6 s Nolan (Marleau, Houlder) — 26 min 13 s (SN) Iafrate (Nicholls, MacLean) — 41 min 4 s (SN) Rathje (MacLean, Ricci) — 56 min 55 s (SN) | 0-1 1-1 2-1 3-1 4-1                               | Zoubov (Reid, Verbeek) — 4 min 16 s (SN) | Arbitrage : Mark Faucette Mike Cvik Tim Nowak |
| Michael Vernon   | Gardiens | Edward Belfour Emmanuel Fernandez (à 58 min 37 s) |                                          | Arbitrage : Mark Faucette Mike Cvik Tim Nowak |
| 36 min           | Pénalités | 75 min                                            |                                          | Arbitrage : Mark Faucette Mike Cvik Tim Nowak |
| 25               | Tirs | 14                                                |                                          | Arbitrage : Mark Faucette Mike Cvik Tim Nowak |

| 28 avril | San José | 1-0 (pr) (0-0, 0-0, 0-0, 1-0) | Dallas | San Jose Arena 17 483 spectateurs |

| Feuille de match | Feuille de match                  | Feuille de match | Feuille de match | Feuille de match                               |
| ---------------- | --------------------------------- | ---------------- | ---------------- | ---------------------------------------------- |
|                  | Ziouzine (Nicholls) — 66 min 31 s | 1-0              |                  | Arbitrage : Bill McCreary Mike Cvik Swede Knox |
| Michael Vernon   | Gardiens                          | Edward Belfour   |                  | Arbitrage : Bill McCreary Mike Cvik Swede Knox |
| 2 min            | Pénalités                         | 6 min            |                  | Arbitrage : Bill McCreary Mike Cvik Swede Knox |
| 23               | Tirs                              | 26               |                  | Arbitrage : Bill McCreary Mike Cvik Swede Knox |

| 30 avril | Dallas | 3-2 (1-0, 1-2, 1-0) | San José | Reunion Arena 16 928 spectateurs |

| Feuille de match | Feuille de match | Feuille de match    | Feuille de match                                                  | Feuille de match                                        |
| ---------------- | --- | ------------------- | ----------------------------------------------------------------- | ------------------------------------------------------- |
|                  | Modano (Verbeek, Langenbrunner) — 19 min 57 s (SN) Lind (Keane, Zoubov) — 36 min 29 s Modano (Sydor, Langenbrunner) — 51 min 8 s | 1-0 1-1 1-2 2-2 3-2 | MacLean (Nicholls, Nolan) — 31 min 26 s (SN) Sutter — 31 min 34 s | Arbitrage : Kerry Fraser Gordon Broseker Pierre Racicot |
| Edward Belfour   | Gardiens | Michael Vernon      |                                                                   | Arbitrage : Kerry Fraser Gordon Broseker Pierre Racicot |
| 12 min           | Pénalités | 16 min              |                                                                   | Arbitrage : Kerry Fraser Gordon Broseker Pierre Racicot |
| 26               | Tirs | 20                  |                                                                   | Arbitrage : Kerry Fraser Gordon Broseker Pierre Racicot |

| 2 mai | San José | 2-3 (pr) (1-0, 1-2, 0-0, 0-1) | Dallas | San Jose Arena 17 483 spectateurs |

| Feuille de match | Feuille de match                                                                    | Feuille de match    | Feuille de match                                                                                        | Feuille de match                                         |
| ---------------- | ----------------------------------------------------------------------------------- | ------------------- | --- | -------------------------------------------------------- |
|                  | Murphy (Craven, Nicholls) — 16 min 25 s (SN) Ricci (MacLean, Matteau) — 27 min 51 s | 1-0 2-0 2-1 2-2 2-3 | Matvichuk (Skrudland) — 30 min 59 s Keane (Modano) — 36 min 4 s (IN) Keane (Sydor, Adams) — 63 min 43 s | Arbitrage : Dan Marouelli Gordon Broseker Pierre Racicot |
| Michael Vernon   | Gardiens                                                                            | Edward Belfour      | | Arbitrage : Dan Marouelli Gordon Broseker Pierre Racicot |
| 4 min            | Pénalités                                                                           | 6 min               | | Arbitrage : Dan Marouelli Gordon Broseker Pierre Racicot |
| 21               | Tirs                                                                                | 28                  | | Arbitrage : Dan Marouelli Gordon Broseker Pierre Racicot |

#### Colorado contre Edmonton
Les Oilers d'Edmonton gagnent la série contre l'Avalanche du Colorado par la marque de quatre rencontres à trois.
| 22 avril | Colorado | 2-3 (0-0, 1-0, 1-3) | Edmonton | McNichols Sports Arena 16 061 spectateurs |

| Feuille de match | Feuille de match                                                                | Feuille de match    | Feuille de match | Feuille de match                                   |
| ---------------- | ------------------------------------------------------------------------------- | ------------------- | --- | -------------------------------------------------- |
|                  | Forsberg (Ozoliņš, Lemieux) — 35 min 31 s (SN) Forsberg (Lemieux) — 40 min 17 s | 1-0 2-0 2-1 2-2 2-3 | Guerin (Weight, Berehowsky) — 51 min 2 s (SN) McAmmond (Marchant, Niinimaa) — 52 min 22 s Mironov (Smyth, Hrkac) — 54 min 51 s | Arbitrage : Dan Marouelli Jean Morin Kevin Collins |
| Patrick Roy      | Gardiens                                                                        | Curtis Joseph       | | Arbitrage : Dan Marouelli Jean Morin Kevin Collins |
| 20 min           | Pénalités                                                                       | 14 min              | | Arbitrage : Dan Marouelli Jean Morin Kevin Collins |
| 27               | Tirs                                                                            | 34                  | | Arbitrage : Dan Marouelli Jean Morin Kevin Collins |

| 24 avril | Colorado | 5-2 (2-0, 2-1, 1-1) | Edmonton | McNichols Sports Arena 16 061 spectateurs |

| Feuille de match | Feuille de match | Feuille de match                          | Feuille de match                                                                         | Feuille de match                                   |
| ---------------- | --- | ----------------------------------------- | ---------------------------------------------------------------------------------------- | -------------------------------------------------- |
|                  | Kamenski (Forsberg, Ozoliņš) — 1 min 22 s (SN) Forsberg (Ozoliņš) — 2 min 54 s Sakic (Forsberg, Roy) — 31 min 28 s (IN) Forsberg (Sakic, Kamenski) — 33 min 23 s (SN) Kamenski (Forsberg) — 40 min 30 s | 1-0 2-0 2-1 3-1 4-1 5-1 5-2               | Guerin (Mironov, Hamrlík) — 30 min 53 s (SN) Guerin (Weight, Hamrlík) — 55 min 27 s (SN) | Arbitrage : Mark Faucette Kevin Collins Jean Morin |
| Patrick Roy      | Gardiens | Curtis Joseph Bob Essensa (à 33 min 23 s) |                                                                                          | Arbitrage : Mark Faucette Kevin Collins Jean Morin |
| 83 min           | Pénalités | 103 min                                   |                                                                                          | Arbitrage : Mark Faucette Kevin Collins Jean Morin |
| 32               | Tirs | 27                                        |                                                                                          | Arbitrage : Mark Faucette Kevin Collins Jean Morin |

| 26 avril | Edmonton | 4-5 (pr) (0-2, 2-1, 2-1, 0-1) | Colorado | Edmonton Coliseum 17 099 spectateurs |

| Feuille de match | Feuille de match | Feuille de match                    | Feuille de match | Feuille de match                                         |
| ---------------- | --- | ----------------------------------- | --- | -------------------------------------------------------- |
|                  | Mironov (Murray, Grier) — 26 min 50 s Weight (Hamrlík, Mironov) — 36 min 44 s (SN) Guerin (Weight, Berehowsky) — 51 min 11 s Buchberger (Hrkac) — 52 min 32 s | 0-1 0-2 1-2 1-3 2-3 2-4 3-4 4-4 4-5 | Deadmarsh (Krupp, Sakic) — 3 min 50 s Lemieux (Forsberg, Ozoliņš) — 14 min 19 s (SN) Deadmarsh (Ozoliņš, Sakic) — 29 min 51 s (SN) Lemieux (Ozoliņš, Kamenski) — 42 min 14 s Sakic (Ozoliņš) — 75 min 25 s | Arbitrage : Bill McCreary Gordon Broseker Pierre Racicot |
| Curtis Joseph    | Gardiens | Patrick Roy                         | | Arbitrage : Bill McCreary Gordon Broseker Pierre Racicot |
| 10 min           | Pénalités | 14 min                              | | Arbitrage : Bill McCreary Gordon Broseker Pierre Racicot |
| 31               | Tirs | 35                                  | | Arbitrage : Bill McCreary Gordon Broseker Pierre Racicot |

| 28 avril | Edmonton | 1-3 (1-1, 0-0, 0-2) | Colorado | Edmonton Coliseum 17 099 spectateurs |

| Feuille de match | Feuille de match                           | Feuille de match | Feuille de match                                                                                                  | Feuille de match                                        |
| ---------------- | ------------------------------------------ | ---------------- | --- | ------------------------------------------------------- |
|                  | Smyth (Weight, Hamrlík) — 17 min 52 s (SN) | 1-0 1-1 1-2 1-3  | Forsberg (Lemieux, Kamenski) — 18 min 9 s Lemieux (Forsberg, Goussarov) — 50 min 59 s Forsberg — 59 min 35 s (CV) | Arbitrage : Kerry Fraser Gordon Broseker Pierre Racicot |
| Curtis Joseph    | Gardiens                                   | Patrick Roy      | | Arbitrage : Kerry Fraser Gordon Broseker Pierre Racicot |
| 10 min           | Pénalités                                  | 14 min           | | Arbitrage : Kerry Fraser Gordon Broseker Pierre Racicot |
| 27               | Tirs                                       | 25               | | Arbitrage : Kerry Fraser Gordon Broseker Pierre Racicot |

| 30 avril | Colorado | 1-3 (1-0, 0-0, 0-3) | Edmonton | McNichols Sports Arena 16 061 spectateurs |

| Feuille de match | Feuille de match                 | Feuille de match | Feuille de match | Feuille de match                                     |
| ---------------- | -------------------------------- | ---------------- | --- | ---------------------------------------------------- |
|                  | Yelle (Fitzgerald) — 16 min 20 s | 1-0 1-1 1-2 1-3  | Guerin (Smyth, Mironov) — 44 min 25 s (SN) Grier (Zelepoukine, Murray) — 53 min 11 s Grier (Murray) — 59 min 5 s (CV) | Arbitrage : Don Koharski Dan Schachte Scott Driscoll |
| Patrick Roy      | Gardiens                         | Curtis Joseph    | | Arbitrage : Don Koharski Dan Schachte Scott Driscoll |
| 12 min           | Pénalités                        | 6 min            | | Arbitrage : Don Koharski Dan Schachte Scott Driscoll |
| 31               | Tirs                             | 33               | | Arbitrage : Don Koharski Dan Schachte Scott Driscoll |

| 2 mai | Edmonton | 2-0 (1-0, 0-0, 1-0) | Colorado | Edmonton Coliseum 17 099 spectateurs |

| Feuille de match | Feuille de match                                                                        | Feuille de match                             | Feuille de match | Feuille de match                                       |
| ---------------- | --------------------------------------------------------------------------------------- | -------------------------------------------- | ---------------- | ------------------------------------------------------ |
|                  | Berehowsky (Weight, McAmmond) — 3 min 10 s Mironov (Weight, Hamrlík) — 50 min 21 s (SN) | 1-0 2-0                                      |                  | Arbitrage : Stephen Walkom Dan Schachte Scott Driscoll |
| Curtis Joseph    | Gardiens                                                                                | Patrick Roy Craig Billington (à 55 min 53 s) |                  | Arbitrage : Stephen Walkom Dan Schachte Scott Driscoll |
| 20 min           | Pénalités                                                                               | 54 min                                       |                  | Arbitrage : Stephen Walkom Dan Schachte Scott Driscoll |
| 23               | Tirs                                                                                    | 31                                           |                  | Arbitrage : Stephen Walkom Dan Schachte Scott Driscoll |

| 4 mai | Colorado | 0-4 (0-2, 0-1, 0-1) | Edmonton | McNichols Sports Arena 16 061 spectateurs |

| Feuille de match | Feuille de match | Feuille de match | Feuille de match | Feuille de match                                         |
| ---------------- | ---------------- | ---------------- | --- | -------------------------------------------------------- |
|                  |                  | 0-1 0-2 0-3 0-4  | Niinimaa (Hrkac, McAmmond) — 4 min 22 s Guerin (Weight, McAmmond) — 19 min 22 s Marchant (Buchberger, Lindgren) — 28 min 54 s Lindgren (Buchberger) — 41 min 45 s | Arbitrage : Bill McCreary Ray Scapinello Gordon Broseker |
| Patrick Roy      | Gardiens         | Curtis Joseph    | | Arbitrage : Bill McCreary Ray Scapinello Gordon Broseker |
| 12 min           | Pénalités        | 10 min           | | Arbitrage : Bill McCreary Ray Scapinello Gordon Broseker |
| 31               | Tirs             | 17               | | Arbitrage : Bill McCreary Ray Scapinello Gordon Broseker |

#### Détroit contre Phoenix
Les Red Wings de Détroit gagnent la série contre les Coyotes de Phoenix par le compte de quatre parties à deux.
| 22 avril | Détroit | 6-3 (3-1, 3-0, 0-2) | Phoenix | Joe Louis Arena 19 983 spectateurs |

| Feuille de match | Feuille de match | Feuille de match                                 | Feuille de match                                                                                           | Feuille de match                               |
| ---------------- | --- | ------------------------------------------------ | --- | ---------------------------------------------- |
|                  | Lidström (Yzerman, Murphy) — 5 min 31 s (SN) Kocur (Lapointe) — 10 min 36 s Fiodorov (Kozlov, Larionov) — 12 min 59 s McCarty (Lidström, Murphy) — 33 min 16 s Kocur (Lapointe) — 36 min 11 s Maltby (Yzerman) — 39 min 50 s | 1-0 2-0 2-1 3-1 4-1 5-1 6-1 6-2 6-3              | Tocchet (Roenick, Ronning) — 11 min 27 s Ronning (Tkachuk, Tocchet) — 45 min 15 s Corkum (Diduck) — 51 min | Arbitrage : Mark Faucette Mike Cvik Swede Knox |
| Chris Osgood     | Gardiens | Nikolaï Khabibouline Jimmy Waite (à 36 min 11 s) | | Arbitrage : Mark Faucette Mike Cvik Swede Knox |
| 14 min           | Pénalités | 20 min                                           | | Arbitrage : Mark Faucette Mike Cvik Swede Knox |
| 35               | Tirs | 20                                               | | Arbitrage : Mark Faucette Mike Cvik Swede Knox |

| 24 avril | Détroit | 4-7 (1-2, 2-4, 1-1) | Phoenix | Joe Louis Arena 199 983 spectateurs |

| Feuille de match | Feuille de match | Feuille de match                            | Feuille de match | Feuille de match                               |
| ---------------- | --- | ------------------------------------------- | --- | ---------------------------------------------- |
|                  | Larionov (Knuble, Lidström) — 11 min 13 s Dandenault (Holmström, Eriksson) — 33 min 32 s (SN) Fiodorov (McCarty, Murphy) — 35 min 10 s Fiodorov (McCarty, Yzerman) — 44 min 5 s (SN) | 0-1 0-2 1-2 1-3 1-4 1-5 2-5 2-6 3-6 3-7 4-7 | Gartner (Diduck, Maciver) — 2 min 34 s (SN) Tkachuk (Roenick, Janney) — 11 min Tocchet (Tverdovski, Shannon) — 24 min 39 s Roenick — 27 min 13 s (IN) Roenick — 33 min 24 s (IN) Tkachuk (Roenick, Janney) — 33 min 51 s Tocchet (Drake, Ronning) — 41 min 45 s | Arbitrage : Dan Marouelli Mike Cvik Swede Knox |
| Chris Osgood     | Gardiens | Nikolaï Khabibouline                        | | Arbitrage : Dan Marouelli Mike Cvik Swede Knox |
| 8 min            | Pénalités | 12 min                                      | | Arbitrage : Dan Marouelli Mike Cvik Swede Knox |
| 38               | Tirs | 28                                          | | Arbitrage : Dan Marouelli Mike Cvik Swede Knox |

| 26 avril | Phoenix | 3-2 (0-2, 0-0, 3-0) | Détroit | America West Arena 16 210 spectateurs |

| Feuille de match     | Feuille de match | Feuille de match    | Feuille de match                                                           | Feuille de match                                      |
| -------------------- | --- | ------------------- | -------------------------------------------------------------------------- | ----------------------------------------------------- |
|                      | Tocchet (Tverdovski, Ronning) — 40 min 58 s (SN) Roenick (Tverdovski, Khabibouline) — 42 min 19 s (SN) Roenick (Tverdovski) — 52 min 47 s | 0-1 0-2 1-2 2-2 3-2 | Fiodorov (Yzerman, Lidström) — 30 s Shanahan (Kozlov, Mironov) — 1 min 1 s | Arbitrage : Don Koharski Brian Murphy Gérard Gauthier |
| Nikolaï Khabibouline | Gardiens | Chris Osgood        |                                                                            | Arbitrage : Don Koharski Brian Murphy Gérard Gauthier |
| 12 min               | Pénalités | 12 min              |                                                                            | Arbitrage : Don Koharski Brian Murphy Gérard Gauthier |
| 32                   | Tirs | 27                  |                                                                            | Arbitrage : Don Koharski Brian Murphy Gérard Gauthier |

| 28 avril | Phoenix | 2-4 (1-0, 0-3, 1-1) | Détroit | America West Arena 16 210 spectateurs |

| Feuille de match                                 | Feuille de match                                                           | Feuille de match        | Feuille de match | Feuille de match                                |
| ------------------------------------------------ | -------------------------------------------------------------------------- | ----------------------- | --- | ----------------------------------------------- |
|                                                  | Tocchet (Tkachuk, Tverdovski) — 10 min 7 s (SN) Doan (Baron) — 58 min 31 s | 1-0 1-1 1-2 1-3 1-4 2-4 | Larionov (Shanahan, Murphy) — 23 min 22 s Kozlov (Fiodorov, Holmström) — 26 min 25 s Macoun (Shanahan, Lapointe) — 39 min 59 s Lidström — 53 min 59 s | Arbitrage : Paul Stewart Brian Murphy Tim Nowak |
| Nikolaï Khabibouline Jimmy Waite (à 29 min 10 s) | Gardiens                                                                   | Chris Osgood            | | Arbitrage : Paul Stewart Brian Murphy Tim Nowak |
| 20 min                                           | Pénalités                                                                  | 40 min                  | | Arbitrage : Paul Stewart Brian Murphy Tim Nowak |
| 34                                               | Tirs                                                                       | 39                      | | Arbitrage : Paul Stewart Brian Murphy Tim Nowak |

| 30 avril | Détroit | 3-1 (2-1, 1-0, 0-0) | Phoenix | Joe Louis Arena 19 983 spectateurs |

| Feuille de match | Feuille de match                                                                                         | Feuille de match | Feuille de match                             | Feuille de match                                       |
| ---------------- | --- | ---------------- | -------------------------------------------- | ------------------------------------------------------ |
|                  | Holmström (Kozlov) — 8 min 54 s Kozlov (Eriksson) — 17 min 26 s Fiodorov (Holmström, Rouse) — 21 min 7 s | 1-0 1-1 2-1 3-1  | Tocchet (Tkachuk, Janney) — 13 min 18 s (SN) | Arbitrage : Bill McCreary Ray Scapinello Greg Devorski |
| Chris Osgood     | Gardiens                                                                                                 | Jimmy Waite      |                                              | Arbitrage : Bill McCreary Ray Scapinello Greg Devorski |
| 16 min           | Pénalités                                                                                                | 41 min           |                                              | Arbitrage : Bill McCreary Ray Scapinello Greg Devorski |
| 27               | Tirs | 18               |                                              | Arbitrage : Bill McCreary Ray Scapinello Greg Devorski |

| 3 mai | Phoenix | 2-5 (1-1, 1-3, 0-1) | Détroit | America West Arena 16 210 spectateurs |

| Feuille de match | Feuille de match                                                                        | Feuille de match            | Feuille de match | Feuille de match                                       |
| ---------------- | --------------------------------------------------------------------------------------- | --------------------------- | --- | ------------------------------------------------------ |
|                  | Roenick (Tocchet, Tverdovski) — 7 min 3 s (SN) Tkachuk (Baron, Tverdovski) — 22 min 2 s | 1-0 1-1 2-1 2-2 2-3 2-4 2-5 | Yzerman (Shanahan, Lidström) — 15 min 28 s (SN) Shanahan (Yzerman, Fiodorov) — 23 min 45 s (SN) Shanahan (Fiodorov, Lidström) — 34 min 10 s (SN) Fiodorov (Lidström) — 38 min 23 s (SN) Gilchrist (Yzerman, Murphy) — 52 min 20 s | Arbitrage : Terry Gregson Ray Scapinello Greg Devorski |
| Jimmy Waite      | Gardiens                                                                                | Chris Osgood                | | Arbitrage : Terry Gregson Ray Scapinello Greg Devorski |
| 22 min           | Pénalités                                                                               | 14 min                      | | Arbitrage : Terry Gregson Ray Scapinello Greg Devorski |
| 24               | Tirs                                                                                    | 37                          | | Arbitrage : Terry Gregson Ray Scapinello Greg Devorski |

#### Saint-Louis contre Los Angeles
Les Blues de Saint-Louis gagnent la série quatre à zéro face aux Kings de Los Angeles.
| 23 avril | Saint-Louis | 8-3 (2-1, 4-0, 2-2) | Los Angeles | Kiel Center 20 120 spectateurs |

| Feuille de match | Feuille de match | Feuille de match                            | Feuille de match                                                                                                 | Feuille de match                                       |
| ---------------- | --- | ------------------------------------------- | --- | ------------------------------------------------------ |
|                  | Demitra (Courtnall, MacInnis) — 1 min 42 s Courtnall (Hull, Gill) — 4 min 42 s (SN) Turgeon (Courtnall, Hull) — 25 min 46 s (SN) Campbell (Demitra, Courtnall) — 29 min 17 s Campbell (Courtnall, Pronger) — 33 min 41 s (SN) Turgeon (Hull, Fuhr) — 35 min 12 s Hull (Rhéaume, Turgeon) — 40 min 16 s Demitra (Campbell, Courtnall) — 41 min 8 s | 1-0 2-0 2-1 3-1 4-1 5-1 6-1 7-1 8-1 8-2 8-3 | C. Johnson (Perreault, Galley) — 5 min Murray (Perreault) — 43 min 19 s Robitaille (Vopat, Stümpel) — 47 min 5 s | Arbitrage : Terry Gregson Ray Scapinello Greg Devorski |
| Grant Fuhr       | Gardiens | Félix Potvin Jamie Storr (à 33 min 41 s)    | | Arbitrage : Terry Gregson Ray Scapinello Greg Devorski |
| 41 min           | Pénalités | 47 min                                      | | Arbitrage : Terry Gregson Ray Scapinello Greg Devorski |
| 40               | Tirs | 27                                          | | Arbitrage : Terry Gregson Ray Scapinello Greg Devorski |

| 25 avril | Saint-Louis | 2-1 (0-0, 1-1, 1-0) | Los Angeles | Kiel Center 20 050 spectateurs |

| Feuille de match | Feuille de match                                                                     | Feuille de match | Feuille de match                     | Feuille de match                                   |
| ---------------- | ------------------------------------------------------------------------------------ | ---------------- | ------------------------------------ | -------------------------------------------------- |
|                  | Pronger (Conroy, Pellerin) — 21 min 43 s Campbell (Turgeon, Gill) — 51 min 37 s (SN) | 1-0 1-1 2-1      | Murray (Stümpel, Berg) — 27 min 49 s | Arbitrage : Rob Shick Ray Scapinello Greg Devorski |
| Grant Fuhr       | Gardiens                                                                             | Jamie Storr      |                                      | Arbitrage : Rob Shick Ray Scapinello Greg Devorski |
| 18 min           | Pénalités                                                                            | 16 min           |                                      | Arbitrage : Rob Shick Ray Scapinello Greg Devorski |
| 27               | Tirs                                                                                 | 27               |                                      | Arbitrage : Rob Shick Ray Scapinello Greg Devorski |

| 27 avril | Los Angeles | 3-4 (2-0, 1-0, 0-4) | Saint-Louis | Great Western Forum 16 005 spectateurs |

| Feuille de match | Feuille de match | Feuille de match            | Feuille de match | Feuille de match                                  |
| ---------------- | --- | --------------------------- | --- | ------------------------------------------------- |
|                  | Laperrière (Ferraro, McKenna) — 11 min 1 s Perreault (Robitaille) — 19 min 51 s (SN) O'Donnell (Robitaille, Berg) — 31 min 3 s | 1-0 2-0 3-0 3-1 3-2 3-3 3-4 | Rhéaume (MacInnis, Pronger) — 49 min 59 s (SN) Hull (Campbell, Pronger) — 51 min 3 s (SN) Turgeon (MacInnis, Pronger) — 51 min 59 s (SN) Yake (Duchesne, MacInnis) — 53 min 6 s (SN) | Arbitrage : Don Koharski Kevin Collins Jean Morin |
| Jamie Storr      | Gardiens | Grant Fuhr                  | | Arbitrage : Don Koharski Kevin Collins Jean Morin |
| 31 min           | Pénalités | 16 min                      | | Arbitrage : Don Koharski Kevin Collins Jean Morin |
| 28               | Tirs | 37                          | | Arbitrage : Don Koharski Kevin Collins Jean Morin |

| 29 avril | Los Angeles | 1-2 (0-0, 0-1, 1-1) | Saint-Louis | Great Western Forum 16 005 spectateurs |

| Feuille de match | Feuille de match                   | Feuille de match | Feuille de match                                                      | Feuille de match                                    |
| ---------------- | ---------------------------------- | ---------------- | --------------------------------------------------------------------- | --------------------------------------------------- |
|                  | Stümpel (Berg, Tsyplakow) — 48 min | 0-1 0-2 1-2      | Demitra (Courtnall, Yake) — 28 min 5 s Conroy (Pronger) — 43 min 22 s | Arbitrage : Stephen Walkom Kevin Collins Jean Morin |
| Stéphane Fiset   | Gardiens                           | Grant Fuhr       |                                                                       | Arbitrage : Stephen Walkom Kevin Collins Jean Morin |
| 14 min           | Pénalités                          | 14 min           |                                                                       | Arbitrage : Stephen Walkom Kevin Collins Jean Morin |
| 30               | Tirs                               | 34               |                                                                       | Arbitrage : Stephen Walkom Kevin Collins Jean Morin |

### Demi-finales d'association

#### Washington contre Ottawa
Les Capitals de Washington remportent la série face aux Sénateurs d'Ottawa par le compte de quatre parties à une.
| 7 mai | Washington | 4-2 (1-1, 1-0, 2-1) | Ottawa | MCI Center 17 941 spectateurs |

| Feuille de match | Feuille de match | Feuille de match                          | Feuille de match                                                                          | Feuille de match                                     |
| ---------------- | --- | ----------------------------------------- | ----------------------------------------------------------------------------------------- | ---------------------------------------------------- |
|                  | Zedník (Bondra, Johansson) — 13 min 17 s Oates (Gontchar) — 24 min 3 s Bondra (Johansson) — 42 min 39 s Bellows (Hunter, Juneau) — 44 min 25 s | 0-1 1-1 2-1 3-1 4-1 4-2                   | Alfredsson (Gardiner) — 12 min 21 s (IN) Dackell (Iachine, Alfredsson) — 47 min 12 s (SN) | Arbitrage : Mark Faucette Kevin Collins Dan Schachte |
| Olaf Kölzig      | Gardiens | Damian Rhodes Ron Tugnutt (à 44 min 25 s) |                                                                                           | Arbitrage : Mark Faucette Kevin Collins Dan Schachte |
| 10 min           | Pénalités | 4 min                                     |                                                                                           | Arbitrage : Mark Faucette Kevin Collins Dan Schachte |
| 23               | Tirs | 38                                        |                                                                                           | Arbitrage : Mark Faucette Kevin Collins Dan Schachte |

| 9 mai | Washington | 6-1 (0-0, 4-1, 2-0) | Ottawa | MCI Center 19 740 spectateurs |

| Feuille de match | Feuille de match | Feuille de match            | Feuille de match                           | Feuille de match                                     |
| ---------------- | --- | --------------------------- | ------------------------------------------ | ---------------------------------------------------- |
|                  | Witt (Juneau, Bellows) — 29 min 46 s Juneau (Bellows, Oates) — 31 min 14 s Reekie (Tikkanen, Eagles) — 34 min 59 s Zedník (Nikolichine, Reekie) — 38 min 58 s Bellows (Johansson, Gontchar) — 44 min 43 s (SN) Oates (Juneau) — 55 min 18 s (IN) | 1-0 1-1 2-1 3-1 4-1 5-1 6-1 | Iachine (Dackell, McEachern) — 30 min 50 s | Arbitrage : Paul Devorski Kevin Collins Dan Schachte |
| Olaf Kölzig      | Gardiens | Ron Tugnutt                 |                                            | Arbitrage : Paul Devorski Kevin Collins Dan Schachte |
| 44 min           | Pénalités | 28 min                      |                                            | Arbitrage : Paul Devorski Kevin Collins Dan Schachte |
| 18               | Tirs | 31                          |                                            | Arbitrage : Paul Devorski Kevin Collins Dan Schachte |

| 11 mai | Ottawa | 4-3 (3-1, 1-2, 0-0) | Washington | Corel Centre 18 500 spectateurs |

| Feuille de match | Feuille de match | Feuille de match            | Feuille de match | Feuille de match                                      |
| ---------------- | --- | --------------------------- | --- | ----------------------------------------------------- |
|                  | Alfredsson — 5 min 24 s (SN) Alfredsson (Cunneyworth, Žoltoks) — 8 min 17 s Alfredsson (Phillips, Redden) — 16 min 58 s (SN) Iachine (Redden, Kravtchouk) — 30 min 54 s (SN) | 1-0 2-0 2-1 3-1 3-2 4-2 4-3 | Gontchar (Nikolichine, Bondra) — 10 min 41 s (SN) Bondra (Zedník, Nikolichine) — 21 min 8 s (SN) Zedník (Johansson) — 33 min 49 s | Arbitrage : Kerry Fraser Brian Murphy Gordon Broseker |
| Damian Rhodes    | Gardiens | Olaf Kölzig                 | | Arbitrage : Kerry Fraser Brian Murphy Gordon Broseker |
| 14 min           | Pénalités | 16 min                      | | Arbitrage : Kerry Fraser Brian Murphy Gordon Broseker |
| 34               | Tirs | 17                          | | Arbitrage : Kerry Fraser Brian Murphy Gordon Broseker |

| 13 mai | Ottawa | 0-2 (0-1, 0-0, 0-1) | Washington | Corel Centre 18 500 spectateurs |

| Feuille de match | Feuille de match | Feuille de match | Feuille de match                                                  | Feuille de match                                   |
| ---------------- | ---------------- | ---------------- | ----------------------------------------------------------------- | -------------------------------------------------- |
|                  |                  | 0-1 0-2          | Gontchar (Tikkanen) — 18 min 30 s (IN) Tinordi — 59 min 55 s (CV) | Arbitrage : Rob Shick Brian Murphy Gordon Broseker |
| Damian Rhodes    | Gardiens         | Olaf Kölzig      |                                                                   | Arbitrage : Rob Shick Brian Murphy Gordon Broseker |
| 8 min            | Pénalités        | 12 min           |                                                                   | Arbitrage : Rob Shick Brian Murphy Gordon Broseker |
| 36               | Tirs             | 11               |                                                                   | Arbitrage : Rob Shick Brian Murphy Gordon Broseker |

| 15 mai | Washington | 3-0 (0-0, 1-0, 2-0) | Ottawa | MCI Center 17 970 spectateurs |

| Feuille de match | Feuille de match | Feuille de match | Feuille de match | Feuille de match                                  |
| ---------------- | --- | ---------------- | ---------------- | ------------------------------------------------- |
|                  | Juneau (Bellows, Housley) — 22 min 39 s Gontchar (Juneau, Oates) — 58 min 34 s (SN) Johansson (Tikkanen, Pivoňka) — 59 min 42 s (CV) | 1-0 2-0 3-0      |                  | Arbitrage : Don Koharski Shane Heyer Jay Sharrers |
| Olaf Kölzig      | Gardiens | Damian Rhodes    |                  | Arbitrage : Don Koharski Shane Heyer Jay Sharrers |
| 8 min            | Pénalités | 6 min            |                  | Arbitrage : Don Koharski Shane Heyer Jay Sharrers |
| 21               | Tirs | 29               |                  | Arbitrage : Don Koharski Shane Heyer Jay Sharrers |

#### Buffalo contre Montréal
Buffalo gagne la série 4–0.
| 8 mai | Buffalo | 3-2 (pr) (2-0, 0-0, 0-2, 1-0) | Montréal | Marine Midland Arena 18 595 spectateurs |

| Feuille de match | Feuille de match | Feuille de match    | Feuille de match                                                                        | Feuille de match                                   |
| ---------------- | --- | ------------------- | --------------------------------------------------------------------------------------- | -------------------------------------------------- |
|                  | Holzinger (Audette) — 2 min 52 s Sanderson (Woolley, Šatan) — 9 min 2 s (SN) Sanderson (Holzinger, Audette) — 62 min 37 s | 1-0 2-0 2-1 2-2 3-2 | Stevenson (Bureau, Thornton) — 54 min 16 s Damphousse (Malakhov, Oulanov) — 54 min 26 s | Arbitrage : Rob Shick Brian Murphy Gordon Broseker |
| Dominik Hašek    | Gardiens | Andy Moog           |                                                                                         | Arbitrage : Rob Shick Brian Murphy Gordon Broseker |
| 16 min           | Pénalités | 16 min              |                                                                                         | Arbitrage : Rob Shick Brian Murphy Gordon Broseker |
| 25               | Tirs | 48                  |                                                                                         | Arbitrage : Rob Shick Brian Murphy Gordon Broseker |

| 10 mai | Buffalo | 6-3 (1-1, 3-2, 2-0) | Montréal | Marine Midland Arena 18 595 spectateurs |

| Feuille de match | Feuille de match | Feuille de match                           | Feuille de match                                                                               | Feuille de match                                       |
| ---------------- | --- | ------------------------------------------ | ---------------------------------------------------------------------------------------------- | ------------------------------------------------------ |
|                  | Grošek (Barnaby) — 8 min 38 s Audette (Šatan, Woolley) — 22 min 24 s (SN) Ward (Varaďa, Boughner) — 35 min 12 s Barnaby (Brown, Grošek) — 38 min 27 s Barnaby (Grošek, Wilson) — 40 min 13 s Barnaby (Brown) — 59 min 11 s (CV) | 0-1 1-1 2-1 2-2 2-3 3-3 4-3 5-3 6-3        | Oulanov — 7 min 18 s Malakhov (Recchi) — 24 min 19 s (SN) Recchi (Corson, Koivu) — 34 min 44 s | Arbitrage : Dan Marouelli Brian Murphy Gordon Broseker |
| Dominik Hašek    | Gardiens | Andy Moog Jocelyn Thibault (à 40 min 34 s) |                                                                                                | Arbitrage : Dan Marouelli Brian Murphy Gordon Broseker |
| 14 min           | Pénalités | 14 min                                     |                                                                                                | Arbitrage : Dan Marouelli Brian Murphy Gordon Broseker |
| 25               | Tirs | 26                                         |                                                                                                | Arbitrage : Dan Marouelli Brian Murphy Gordon Broseker |

| 12 mai | Montréal | 4-5 (2 pr) (2-3, 2-1, 0-0, 0-0, 0-1) | Buffalo | Centre Molson 20 829 spectateurs |

| Feuille de match                               | Feuille de match | Feuille de match                    | Feuille de match | Feuille de match                                   |
| ---------------------------------------------- | --- | ----------------------------------- | --- | -------------------------------------------------- |
|                                                | Stevenson (Quintal) — 4 min 23 s Stevenson (Oulanov, Thibault) — 12 min 16 s Koivu (Recchi, Corson) — 24 min 21 s Malakhov (Popovic, Recchi) — 36 min 30 s | 1-0 1-1 1-2 2-2 2-3 3-3 3-4 4-4 4-5 | Brown (Woolley, Grošek) — 4 min 46 s (SN) Peca (Ward, Jitnik) — 11 min 22 s Varaďa (Woolley) — 19 min 12 s Sanderson (Holzinger, Audette) — 24 min 42 s Peca (Ward, Varaďa) — 81 min 24 s | Arbitrage : Mark Faucette Ray Scapinello Mike Cvik |
| Jocelyn Thibault José Théodore (à 40 min 34 s) | Gardiens | Dominik Hašek                       | | Arbitrage : Mark Faucette Ray Scapinello Mike Cvik |
| 14 min                                         | Pénalités | 16 min                              | | Arbitrage : Mark Faucette Ray Scapinello Mike Cvik |
| 46                                             | Tirs | 31                                  | | Arbitrage : Mark Faucette Ray Scapinello Mike Cvik |

| 14 mai | Montréal | 1-3 (0-1, 1-2, 0-0) | Buffalo | Centre Molson 21 152 spectateurs |

| Feuille de match                        | Feuille de match                           | Feuille de match | Feuille de match | Feuille de match                                   |
| --------------------------------------- | ------------------------------------------ | ---------------- | --- | -------------------------------------------------- |
|                                         | Ručínský (Bureau, Stevenson) — 33 min 31 s | 0-1 0-2 0-3 1-3  | Barnaby (Plante, Shannon) — 4 min 53 s (SN) Audette (Boughner, Woolley) — 28 min 41 s Šatan (Audette, Holzinger) — 30 min 31 s (SN) | Arbitrage : Terry Gregson Ray Scapinello Mike Cvik |
| Andy Moog José Théodore (à 30 min 31 s) | Gardiens                                   | Dominik Hašek    | | Arbitrage : Terry Gregson Ray Scapinello Mike Cvik |
| 14 min                                  | Pénalités                                  | 8 min            | | Arbitrage : Terry Gregson Ray Scapinello Mike Cvik |
| 38                                      | Tirs                                       | 18               | | Arbitrage : Terry Gregson Ray Scapinello Mike Cvik |

#### Dallas contre Edmonton
Les Stars de Dallas gagnent la série face aux Oilers d'Edmonton par la marque de quatre rencontres à une.
| 7 mai | Dallas | 3-1 (2-0, 0-1, 1-0) | Edmonton | Reunion Arena 16 928 spectateurs |

| Feuille de match | Feuille de match                                                                                             | Feuille de match | Feuille de match                          | Feuille de match                                      |
| ---------------- | --- | ---------------- | ----------------------------------------- | ----------------------------------------------------- |
|                  | Zoubov (Sydor, Modano) — 3 min 14 s (SN) Zoubov (Modano, Marshall) — 8 min 22 s Keane (Modano) — 43 min 32 s | 1-0 2-0 2-1 3-1  | Zelepoukine (Murray, Grier) — 30 min 34 s | Arbitrage : Don Koharski Wayne Bonney Brad Lazarowich |
| Edward Belfour   | Gardiens | Curtis Joseph    |                                           | Arbitrage : Don Koharski Wayne Bonney Brad Lazarowich |
| 25 min           | Pénalités | 16 min           |                                           | Arbitrage : Don Koharski Wayne Bonney Brad Lazarowich |
| 14               | Tirs | 32               |                                           | Arbitrage : Don Koharski Wayne Bonney Brad Lazarowich |

| 9 mai | Dallas | 0-2 (0-0, 0-1, 0-1) | Edmonton | Reunion Arena 16 928 spectateurs |

| Feuille de match | Feuille de match | Feuille de match | Feuille de match                                                                   | Feuille de match                                       |
| ---------------- | ---------------- | ---------------- | ---------------------------------------------------------------------------------- | ------------------------------------------------------ |
|                  |                  | 0-1 0-2          | Weight (Hamrlík, Guerin) — 36 min 6 s (SN) Murray (Zelepoukine) — 59 min 49 s (CV) | Arbitrage : Terry Gregson Wayne Bonney Brad Lazarowich |
| Edward Belfour   | Gardiens         | Curtis Joseph    |                                                                                    | Arbitrage : Terry Gregson Wayne Bonney Brad Lazarowich |
| 8 min            | Pénalités        | 12 min           |                                                                                    | Arbitrage : Terry Gregson Wayne Bonney Brad Lazarowich |
| 15               | Tirs             | 21               |                                                                                    | Arbitrage : Terry Gregson Wayne Bonney Brad Lazarowich |

| 11 mai | Edmonton | 0-1 (pr) (0-0, 0-0, 0-0, 0-1) | Dallas | Edmonton Coliseum 17 099 spectateurs |

| Feuille de match | Feuille de match | Feuille de match | Feuille de match   | Feuille de match                                   |
| ---------------- | ---------------- | ---------------- | ------------------ | -------------------------------------------------- |
|                  |                  | 0-1              | Hogue — 73 min 7 s | Arbitrage : Bill McCreary Shane Heyer Jay Sharrers |
| Curtis Joseph    | Gardiens         | Edward Belfour   |                    | Arbitrage : Bill McCreary Shane Heyer Jay Sharrers |
| 8 min            | Pénalités        | 10 min           |                    | Arbitrage : Bill McCreary Shane Heyer Jay Sharrers |
| 28               | Tirs             | 28               |                    | Arbitrage : Bill McCreary Shane Heyer Jay Sharrers |

| 13 mai | Edmonton | 1-3 (1-1, 0-1, 0-1) | Dallas | Edmonton Coliseum 17 099 spectateurs |

| Feuille de match | Feuille de match                | Feuille de match | Feuille de match                                                                                   | Feuille de match                                   |
| ---------------- | ------------------------------- | ---------------- | -------------------------------------------------------------------------------------------------- | -------------------------------------------------- |
|                  | Fraser (McAmmond) — 10 min 13 s | 0-1 1-1 1-2 1-3  | Hogue (Langenbrunner, Lind) — 8 min 36 s Hogue (Hatcher) — 33 min 52 s Hogue (Adams) — 51 min 45 s | Arbitrage : Paul Devorski Shane Heyer Jay Sharrers |
| Curtis Joseph    | Gardiens                        | Edward Belfour   | | Arbitrage : Paul Devorski Shane Heyer Jay Sharrers |
| 14 min           | Pénalités                       | 14 min           | | Arbitrage : Paul Devorski Shane Heyer Jay Sharrers |
| 24               | Tirs                            | 36               | | Arbitrage : Paul Devorski Shane Heyer Jay Sharrers |

| 16 mai | Dallas | 2-1 (1-0, 0-0, 1-1) | Edmonton | Reunion Arena 16 928 spectateurs |

| Feuille de match | Feuille de match                                                                   | Feuille de match | Feuille de match                     | Feuille de match                                   |
| ---------------- | ---------------------------------------------------------------------------------- | ---------------- | ------------------------------------ | -------------------------------------------------- |
|                  | Hatcher (Modano, Chambers) — 19 min 55 s (SN) Adams (Keane, Hatcher) — 57 min 34 s | 1-0 2-0 2-1      | Guerin (Fraser, Smyth) — 59 min 31 s | Arbitrage : Dan Marouelli Ray Scapinello Mike Cvik |
| Edward Belfour   | Gardiens                                                                           | Curtis Joseph    |                                      | Arbitrage : Dan Marouelli Ray Scapinello Mike Cvik |
| 16 min           | Pénalités                                                                          | 22 min           |                                      | Arbitrage : Dan Marouelli Ray Scapinello Mike Cvik |
| 26               | Tirs                                                                               | 19               |                                      | Arbitrage : Dan Marouelli Ray Scapinello Mike Cvik |

#### Détroit contre Saint-Louis
Détroit gagne la série 4–2.
| 8 mai | Détroit | 2-4 | Saint-Louis |  |

| 10 mai | Détroit | 6-1 | Saint-Louis |  |

| 12 mai | Saint-Louis | 2-3 (2 pr) | Détroit |  |

| 14 mai | Saint-Louis | 2-5 | Détroit |  |

| 17 mai | Détroit | 1-3 | Saint-Louis |  |

| 19 mai | Saint-Louis | 1-6 | Détroit |  |

### Finales d'association

#### Washington contre Buffalo
Washington gagne la série 4–2 et le trophée Prince de Galles.
| 23 mai | Washington | 0-2 | Buffalo |  |

| 25 mai | Washington | 3-2 (pr) | Buffalo |  |

| 28 mai | Buffalo | 3-4 (pr) | Washington |  |

| 30 mai | Buffalo | 0-2 | Washington |  |

| 2 juin | Washington | 1-2 | Buffalo |  |

| 4 juin | Buffalo | 2-3 (pr) | Washington |  |

#### Dallas contre Détroit
Détroit gagne la série 4–2 et le trophée Clarence-S.-Campbell.
| 24 mai | Dallas | 0-2 | Détroit |  |

| 26 mai | Dallas | 3-1 | Détroit |  |

| 29 mai | Détroit | 5-3 | Dallas |  |

| 31 mai | Détroit | 3-2 | Dallas |  |

| 3 juin | Dallas | 3-2 (pr) | Détroit |  |

| 5 juin | Détroit | 2-0 | Dallas |  |

### Finale de la Coupe Stanley
La finale 1998 de la Coupe Stanley a été la 105e finale.
Les Red Wings de Détroit étaient menés par leur capitaine Steve Yzerman et leur gardien de but Chris Osgood, le tout dirigé par Scotty Bowman. L'équipe adverse était les Capitals de Washington qui avaient pour entraîneur Ron Wilson, et Olaf Kölzig comme gardien de but et Dale Hunter en tant que capitaine. Détroit gagne la série 4–0 et la coupe Stanley ; Steve Yzerman des Red Wings gagne le trophée Conn-Smythe.
| 9 juin | Détroit | 2-1 | Washington |  |

| 11 juin | Détroit | 5-4 (pr) | Washington |  |

| 13 juin | Washington | 1-2 | Détroit |  |

| 16 juin | Washington | 1-4 | Détroit |  |

## Meilleurs pointeurs
| Joueur             | Équipe     | PJ | B  | A  | Pts |
| ------------------ | ---------- | -- | -- | -- | --- |
| Steve Yzerman      | Détroit    | 22 | 6  | 18 | 24  |
| Sergueï Fiodorov   | Détroit    | 22 | 10 | 10 | 20  |
| Tomas Holmström    | Détroit    | 22 | 7  | 12 | 19  |
| Nicklas Lidström   | Détroit    | 22 | 6  | 13 | 19  |
| Joé Juneau         | Washington | 21 | 7  | 10 | 17  |
| Adam Oates         | Washington | 21 | 6  | 11 | 17  |
| Martin Lapointe    | Détroit    | 21 | 9  | 6  | 15  |
| Larry Murphy       | Détroit    | 22 | 3  | 12 | 15  |
| Viatcheslav Kozlov | Détroit    | 22 | 6  | 8  | 14  |
| Mike Modano        | Dallas     | 17 | 4  | 10 | 14  |

### Feuilles de match
Les feuilles de match sont issues du site officiel en français de la Ligue nationale de hockey : http://www.nhl.com

#### Quarts de finale d'association
1. ↑  New Jersey vs Ottawa - 22/04/98
2. ↑  New Jersey vs Ottawa - 24/04/98
3. ↑  New Jersey vs Ottawa - 26/04/98
4. ↑  New Jersey vs Ottawa - 28/04/98
5. ↑  New Jersey vs Ottawa - 30/04/98
6. ↑  New Jersey vs Ottawa - 2/05/98
7. ↑  Pittsburgh vs Montréal - 23/04/98
8. ↑  Pittsburgh vs Montréal - 25/04/98
9. ↑  Pittsburgh vs Montréal - 27/04/98
10. ↑  Pittsburgh vs Montréal - 29/04/98
11. ↑  Pittsburgh vs Montréal - 1/05/98
12. ↑  Pittsburgh vs Montréal - 3/05/98
13. ↑  Philadelphie vs Buffalo - 22/04/98
14. ↑  Philadelphie vs Buffalo - 24/04/98
15. ↑  Philadelphie vs Buffalo - 27/04/98
16. ↑  Philadelphie vs Buffalo - 29/04/98
17. ↑  Philadelphie vs Buffalo - 1/05/98
18. ↑  Washington vs Boston - 22/04/98
19. ↑  Washington vs Boston - 24/04/98
20. ↑  Washington vs Boston - 26/04/98
21. ↑  Washington vs Boston - 28/04/98
22. ↑  Washington vs Boston - 1/05/98
23. ↑  Washington vs Boston - 3/05/98
24. ↑  Dallas vs San José - 23/04/98
25. ↑  Dallas vs San José - 23/04/98
26. ↑  Dallas vs San José - 26/04/98
27. ↑  Dallas vs San José - 28/04/98
28. ↑  Dallas vs San José - 30/04/98
29. ↑  Dallas vs San José - 2/05/98
30. ↑  Colorado vs Edmonton - 22/04/98
31. ↑  Colorado vs Edmonton - 24/04/98
32. ↑  Colorado vs Edmonton - 26/04/98
33. ↑  Colorado vs Edmonton - 28/04/98
34. ↑  Colorado vs Edmonton - 30/04/98
35. ↑  Colorado vs Edmonton - 2/05/98
36. ↑  Colorado vs Edmonton - 4/05/98
37. ↑  Détroit vs Phoenix - 22/04/98
38. ↑  Détroit vs Phoenix - 24/04/98
39. ↑  Détroit vs Phoenix - 26/04/98
40. ↑  Détroit vs Phoenix - 28/04/98
41. ↑  Détroit vs Phoenix - 30/04/98
42. ↑  Détroit vs Phoenix - 3/05/98
43. ↑  Saint-Louis vs Los Angeles - 23/04/98
44. ↑  Saint-Louis vs Los Angeles - 25/04/98
45. ↑  Saint-Louis vs Los Angeles - 27/04/98
46. ↑  Saint-Louis vs Los Angeles - 29/04/98

#### Demi-finales d'association
1. ↑  Washington vs Ottawa - 7/05/98
2. ↑  Washington vs Ottawa - 9/05/98
3. ↑  Washington vs Ottawa - 11/05/98
4. ↑  Washington vs Ottawa - 13/05/98
5. ↑  Washington vs Ottawa - 15/05/98
6. ↑  Buffalo vs Montréal - 8/05/98
7. ↑  Buffalo vs Montréal - 10/05/98
8. ↑  Buffalo vs Montréal - 12/05/98
9. ↑  Buffalo vs Montréal - 14/05/98
10. ↑  Dallas vs Edmonton - 7/05/98
11. ↑  Dallas vs Edmonton - 9/05/98
12. ↑  Dallas vs Edmonton - 11/05/98
13. ↑  Dallas vs Edmonton - 13/05/98
14. ↑  Dallas vs Edmonton - 16/05/98